# Kylie Sonique Love
Kylie Sonique Love (Albany, Georgia; 3 de mayo de 1983), anteriormente conocida como Sonique, es una drag queen, cantante, bailarina y personalidad de telerrealidad estadounidense. Saltó a la fama como concursante en la segunda temporada de RuPaul's Drag Race en 2010, y logró una mayor popularidad al ganar la sexta temporada de RuPaul's Drag Race All Stars en 2021. Kylie también fue la primera concursante del programa en declararse transgénero y finalmente se convirtió en la primera mujer trans en ganar RuPaul's Drag Race.
En 2020, fue coanfitriona de Translation, el primer programa de entrevistas en una cadena importante presentado por un elenco trans. Su primer sencillo, «Santa, Please Come Home», fue lanzado en 2018.

## Biografía
Kylie Sonique Love nació el 3 de mayo de 1983 en Albany. Se declaró transgénero a su madre a los 15 años y luego fue enviada a la escuela militar para volverse "más masculina". Recibió un GED en el Albany Technical College. Su madre drag es The Goddess Raven, intérprete retirada de Atlanta y ganadora de un concurso nacional.

## Carrera profesional
Love fue anunciada como uno de los doce participantes de la segunda temporada de RuPaul's Drag Race el 1 de febrero de 2010. Estuvo entre las dos últimas en el episodio cuatro y fue eliminada después de perder una lip sync con Two of Hearts de Stacey Q contra Morgan McMichaels. Más tarde reveló que era una mujer transgénero durante el episodio de reunión de esa temporada.
En 2015, Love fue una de las 30 drag queens que acompañaron a Miley Cyrus en su presentación en los MTV Video Music Awards.
En junio de 2018, Love fue bailarina de respaldo con McMichaels y Farrah Moan para Christina Aguilera en Los Angeles Pride. Posteriormente apareció en RuPaul's Drag Race Holi-slay Spectacular con otras siete concursantes Drag Race el 7 de diciembre de 2018. También apareció como invitada para el primer desafío en el episodio de estreno de la temporada once de Drag Race.
Love apareció en el video musical de Juice, canción de Lizzo, que fue lanzada el 17 de abril de 2019.
En 2020, Love copresentó Translation en Out TV, el primer programa de entrevistas en la cadena que fue presentado por un elenco trans.
Love fue anunciada como una de las trece concursantes que compitieron en la sexta temporada de RuPaul's Drag Race All Stars el 26 de mayo de 2021, donde participó bajo el nombre de Kylie Sonique Love, después de competir previamente bajo el monónimo de Sonique. El 2 de septiembre, fue anunciada como la ganadora, convirtiéndose en la primera drag transgénero en la versión estadounidense del programa.

### Música
Kylie contribuyó al EP de Tammie Brown de 2018, A Little Bit of Tammie. Lanzó su primer sencillo, «Santa, Please Come Home», el mismo día del estreno de Holi-slay Spectacular. Lanzó su segundo sencillo, «Hey Hater», el 24 de abril de 2019.

## Filmografía

### Televisión
| Año           | Título                                       | Papel      | Notas                         | Ref    |
| ------------- | -------------------------------------------- | ---------- | ----------------------------- | ------ |
| 2010          | RuPaul's Drag Race (Temporada 2)             | Ella misma | Concursante (9.º puesto)      | [ 4 ]  |
| 2010          | RuPaul's Drag Race: Untucked                 | Ella misma | Concursante (9.º puesto)      | [ 4 ]  |
| 2010          | The Real Housewives Of Atlanta (Temporada 3) | Ella misma | Episodio 3                    |        |
| 2018          | RuPaul's Drag Race Holi-slay Spectacular     | Ella misma | Concursante (Joint Winner)    | [ 10 ] |
| 2019          | RuPaul's Drag Race (temporada 11)            | Ella misma | Invitada: "Whatcha Unpackin?" | [ 21 ] |
| 2019          | Busy Tonight                                 | Ella misma | Invitada                      | [ 22 ] |
| 2020-presente | Translation                                  | Ella misma | Copresentadora                | [ 14 ] |
| 2021          | RuPaul's Drag Race: All Stars (temporada 6)  | Ella misma | Concursante (Ganadora)        | [ 23 ] |
| 2021          | RuPaul's Drag Race All Stars: Untucked       | Ella misma | Concursante (Ganadora)        | [ 23 ] |
| 2021          | Dragging the Classics: The Brady Bunch       | Jan Brady  |                               | [ 24 ] |

### Videos musicales
| Año  | Título                                              |        |
| ---- | --------------------------------------------------- | ------ |
| 2015 | "Not a Pearl" — Willam                              |        |
| 2015 | "Es Una Passiva (Boy is a Bottom Español)" — Willam | [ 25 ] |
| 2019 | "Juice" — Lizzo                                     | [ 13 ] |
| 2021 | "Do It Like Dolly" — Herself                        | [ 26 ] |

### Serie web
| Año  | Título                | Rol        | Notas                                                     | Ref.   |
| ---- | --------------------- | ---------- | --------------------------------------------------------- | ------ |
| 2013 | Ring My Bell          | Ella misma | Invitada                                                  | [ 27 ] |
| 2018 | Hey Qween!            | Ella misma | Invitada                                                  | [ 28 ] |
| 2018 | Cosmo Queens          | Ella misma | Invitada                                                  | [ 29 ] |
| 2019 | Drag Queens React     | Ella misma | Invitada, Episodio: "Giving Birth"                        | [ 30 ] |
| 2019 | Bootleg Opinions      | Ella misma | Invitada, Episodio: "Drag Race UK Temporada 1 Episodio 2" | [ 31 ] |
| 2019 | Follow Me             | Ella misma | Episodio: "Mayhem Miller"                                 | [ 32 ] |
| 2019 | Be$tie$ for Ca$h      | Ella misma | Invitada, WOW+ Exclusive                                  |        |
| 2020 | Working Out Is a Drag | Ella misma | Invitada                                                  | [ 33 ] |

## Discografía

### Sencillos
| Año  | Título                        |
| ---- | ----------------------------- |
| 2018 | "Santa, Please Come Home"     |
| 2019 | "Hey Hater"                   |
| 2019 | "Hey Hater, Pt. 2"            |
| 2020 | "Just Thinking"               |
| 2020 | "11:11"                       |
| 2020 | "Toxic"                       |
| 2021 | "Straight To the Top"         |
| 2021 | "I'm So Lonesome I Could Cry" |
| 2021 | "Two Timing Daddy"            |
| 2021 | "My Buddy and Me"             |
| 2021 | "Gooey" (with Cazwell)        |
| 2021 | "Do It Like Dolly"            |

### EP
| Año  | Título                                  | Details                                                                                       |
| ---- | --------------------------------------- | --------------------------------------------------------------------------------------------- |
| 2021 | "Hey Hater (Erik Vilar Official Remix)" | - Lanzamiento: 14 de mayo de 2021 - Discográfica: KSL Bops, Inc. - Formatos: Digital download |

### Como Artista Invitada
| Título | Año  | Álbum | Ref(s) |
| --- | ---- | ----- | ------ |
| "The Whale Song" (Tammie Brown featuring Michael Catti, Jeff Musial, Alyson Montez, Ricky Rebel, Kelly Mantle, and Bad Dance Crew) | 2018 |       |        |
| "Bad Bitch" (Justin Symbol featuring Trash Can Cut)                                                                                | 2019 |       |        |
| "Show Up Queen" (The Cast of RuPaul's Drag Race All Stars, Temporada 6)                                                            | 2021 |       | [ 34 ] |
| "This is Our Country" (RuPaul y Tanya Tucker featuring The Cast of RuPaul's Drag Race All Stars, Temporada 6)                      | 2021 |       | [ 17 ] |

| Predecesora: Shea Couleé | Ganadora de RuPaul's Drag Race: All Stars 2021 | Sucesora: Jinkx Monsoon |